# Studentische Jagdverbindung
Eine Studentische Jagdverbindung ist eine Studentenverbindung, die sowohl studentisches als auch jagdliches Brauchtum pflegt. Entstanden sind diese Verbindungen als Zusammenschlüsse von jagdlich und forstwirtschaftlich interessierten Studenten an wissenschaftlichen Universitäten.
Im Mittelpunkt des Verbindungslebens stehen sowohl die Pflege des studentischen Brauchtums mit Kneipen und Kommersen als auch die jagdliche und forstwissenschaftliche Weiterbildung der Studenten. Es werden fachliche Vorträge gehalten, gemeinsam Schießstände besucht, Jagdhornbläsergruppen gebildet sowie gemeinsame Jagden abgehalten.
Die meisten Jagdverbindungen sind farbentragend und fakultativ schlagend. Es gibt mehrere Namen für Jagdverbindungen in Deutschland:
- Jagdcorps (z. B. Jagdcorps Masovia zu Berlin im WJSC, Jagd-Corps Artemis in München)
- Jagdverbindung (z. B. Akademische Jagdverbindung Hubertia Aachen im WJSC, Akademische Jagdverbindung Hubertia Ruhr zu Bochum im WJSC)
- Jagdcorporation (z. B. Akademische Jagdcorporation Nimrod zu Paderborn im WJSC)
- Jägerschaft (z. B. Akademische Jägerschaft Venandia zu Darmstadt)

Die Jagdverbindungen in Deutschland und Österreich sind in zwei Dachverbänden organisiert. Die meisten gehören dem Wernigeroder Jagdkorporationen Senioren-Convent (WJSC) an, weitere dem von diesem abgespaltenen Kongress Akademischer Jagdcorporationen (KAJC).